# 梦回唐朝
《梦回唐朝》是一部2012年首播的以穿越为题材的中国大陆古装宫廷剧，由天视卫星传媒股份有限公司和浙江永乐影视制作有限公司联合出品，香港导演蔡晶盛、李宏宇执导，并由郭德纲、王力可、郑恺、谭耀文、隋俊波、倪虹洁等领衔主演。全剧通过主人公的梦境组成了两个相互联系的平行世界：现实世界中，女主人公因车祸而陷入昏迷；但在梦境中则处于唐高宗时期，女主人公化身为青年时期的武则天，与同样潜入梦境的男主人公联手，逐步扫清政敌，巩固自己的地位。
本剧于2011年6月15日在天津正式开机，7月2日转场河北涿州影视城开始古装部分的拍摄，至9月3日全剧杀青关机。2012年6月25日左右，本剧在包括江阴电视台电视剧频道在内的江苏各地面频道陆续开播，2013年1月19日在湖南卫视上午档上星播出。

## 首播
- 江苏江阴电视剧频道，2012年6月22日，每天播3集
- 湖南卫视 上午女性獨播劇場，2013年1月19日
- 泰國新電視 2015年4月26日 週六-週日17.00-19.00

## 演员
(按片花名單排序)
| 演员   | 角色               | 备注                       |
| 郭德纲 | 殷浩               | 痴迷于武媚娘               |
| 王力可 | 武媚娘             | 李治的皇后，後成一代女王   |
| 谭耀文 | 唐高宗             | 唐朝第三任皇帝             |
| 张世   | 袁天罡             | 方士                       |
| 郑恺   | 李绚(現代：李宇凡) | 南昌王                     |
| 潘虹   | 皇太后             | 李治生母，长孙太后         |
| 于谦   | 李淳风             |                            |
| 倪虹洁 | 王皇后             | 李治的原配皇后，武媚娘天敌 |
| 隋俊波 | 萧淑妃             | 李治的妃子                 |
| 佟丽娅 | 陶茿               | 陶美人，唐高宗的妃嫔       |
| 李倩   | 春喜               | 宫女，尚食局長食           |
| 魏骏杰 | 潘守义             |                            |
| 张山   | 唐太宗             |                            |
| 刘超   | 刘宝林             |                            |
| 赵多娜 | 武顺               |                            |
| 熊乃瑾 | 冬梅               | 宫女                       |
| 刘蔚森 | 葫芦               |                            |
| 邱晔   | 柳儿               |                            |
| 熊珂   | 金典               |                            |
| 高姝瑶 | 王氏               | 王皇后的姐姐               |
| 张彤   | 金尙食             | 春喜的干妈，尚食局女官     |
| 任学海 | 王公公             | 太监                       |
| 唐小然 | 宫女               |                            |
| 杨启宇 | 小玲子             | 太监                       |

## 外部連結
《梦回唐朝》新浪网专题 （页面存档备份，存于）